# Дрібнокаліберний фугасний снаряд
Дрібнокаліберний фугасний снаряд — вид спорядженого вибуховою речовиною боєприпасу, уражаюча дія якого досягається, головним чином шляхом утворення при вибуху ударної хвилі. У цьому полягає його принципова відмінність від осколкових боєприпасів, уражаюча дія яких по цілі пов'язана переважно з осколковим полем, що утворюється в результаті дроблення корпусу снаряда при підриві розривного заряду.
Вперше 20-мм фугасний снаряд (нім. Minengeschoss) був розроблений в Німеччині напередодні Другої світової війни для авіаційної гармати MG FFM. У 1937 році, за завданням Технічного відділу Міністерства авіації, RLM фірма Deutsche Waffen und Munitionswerke (DWM) приступила до розробки 20-мм фугасного снаряда, призначеного для ураження конструкції планера, несних поверхонь і оперення літака. Такий боєприпас — патрон з позначенням 2-cm M.-Gesch./FFM був створений і вперше застосований німецькими ВПС у вересні 1940 року в ході повітряних боїв, відомих під назвою «Битва за Британію». Широко застосовувався в боєкомплекті авіагармати MG 151/20, у ході війни був прийнятий на озброєння й увійшов до складу боєкомплектів всіх авіагармат ВПС Німеччини.

## Історія створення

### Принцип дії
Ефект тонкостінного фугасного снаряда заснований на дії імпульсу тиску у фронті ударної хвилі, що утворюється під час вибуху розривного заряду. Для підвищення дії ударної хвилі товщина стінки корпуса снаряда була зменшена до мінімуму, що забезпечує його конструктивну міцність при метанні й веденні по каналу ствола. При цьому масова частка розривного заряду (наповнення снаряда) помітно збільшена.
Принципово новим моментом стало використання детонатора уповільненої дії, що забезпечує затримку підриву. В результаті підрив снаряда відбувався не при контакті з обшивкою літака, наслідком чого було б витрачання тиску продуктів вибуху поза ціллю. Навпаки, використання детонатора з уповільненням дозволило досягти такого положення, при якому велика частина корпусу снаряда в момент вибуху вже була заглиблена всередину конструкції літака.
В основу розробки фугасного снаряда були покладені кілька принципових положень, отриманих при дослідженні процесів детонації й експериментальних замірів тиску у фронті ударної хвилі. Дослідження були виконані фізиком-баллистиком Губертом Шардіним в Технічній академії ВПС. Було встановлено значне, в кілька разів, підвищення максимального тиску у фронті ударної хвилі при відбитті від жорсткої стінки в порівнянні досягається в відкритому середовищі. Друге, для досягнення максимальної ефективності пропонувалося доставляти заряд як можна ближче до жорсткої стінки (елементів конструкції літака), для чого потрібно забезпечити проникнення снаряда за обшивку. Розробка 20-мм патрона з фугасним снарядом була виконана в 1937-1939 роках фірмою DWM (Любек).

### Реалізовані технічні рішення
У новому боєприпасі вдалося об'єднати ряд технічних і технологічних нововведень того часу:
- новий принцип ураження елементів конструкції літака (а не окремих агрегатів) імпульсом тиску у фронті ударної хвилі, а не осколками корпуса снаряда, розрахованими на ураження вразливих агрегатів. Посилення дії ударної хвилі досягалося при чисельному відбитті від стінок замкнених відсіків при підриві снаряда всередині конструкції, тобто при використанні нового типу детонатора з затримкою підриву;
- отриманий глибокою витяжкою тонкостінний корпус снаряда з легованої хромистої сталі, зміцнений струмами високої частоти (СВЧ), що дозволило збільшити масову частку розривного заряду (наповнення) до 20 відсотків у порівнянні з 4-6 відсотками у снарядів осколкового типу;
- потужна вибухова речовина на основі металізованого тена під маркою Pentrit A, яке в 1942 році було замінено складом HA 41 на основі гексогену (гексоген-алюмінієва пудра), останній характеризувався збільшеною фугасною і запальною дією;
- підривник з детонатором уповільненої дії на газодинамічному принципі (Sprengkapsel Duplex), індекс VC (від нім. Verzögerung з затримкою)[2]. Затримка забезпечувалася використанням схеми двох капсулів-запалювачів. При наколюванні верхнього капсуля промінь вогню потрапляв на нижній променевий капсуль по кільцевому каналу, що проходить по колу елемента-сповільнювача. Займання нижнього капсуля ініціювало капсуль детонатор і підрив розривного заряду. Забезпечував можливість розриву фугасного снаряда у внутрішніх відсіках конструкції літака[4]. За наявними даними затримка спрацювання детонатора становила 120 мкс[5]. Ця складна для свого часу задача була вирішена в розрахунку на тонкі обшивки літаків винищувачів 1940-х років (дюралеві товщиною 0,8-1,2 мм і фанерні товщиною 3-5 мм) і реально забезпечувала можливість розриву фугасного снаряда усередині конструкції літака, не розрахованої на додаток надлишкового тиску.

## Ефективність вражаючої дії
Поява на радянсько-німецькому фронті 20-мм фугасного снаряда до авіагармат MG FFM і MG 151/20 різко змінило ситуацію і вперше поставило питання про живучість конструкції літака. Літаки винищувачі дерев'яної й змішаної конструкції при ураженні 20-мм фугасним снарядом не мали конструктивної живучості, відбувалася втрата несної здатності й повне руйнування уражених елементів. Як результат, необхідне для виведення з ладу число уражень по одномісних винищувачах не перевищувало одного — двох. Іншими словами, при попаданні фугасного снаряда в кіль або крило, літак позбавлявся цих елементів. Як наслідок, вражений фугасним снарядом літак негайно позбавлявся можливості керованого польоту.
По літаках суцільнометалевої конструкції настільки ж ефективно працював 30-мм фугасний снаряд гармати MK 108. Один фугасний снаряд гармати MK 108 виводив з ладу одномісні поршневі винищувачі й реактивні винищувачі при влучанні у будь-яку частину конструкції літака. За даними німецького випробувального центру Rechlin (E-Stelle Rechlin), при атаці важких бомбардувальників B-17 або B-24 необхідне число влучень 30-мм фугасного снаряда гармати MK 108 становило п'ять (або критична по живучості конструкції маса детонації ВР — 425 г).
| Характеристики            | 2-cm M.-Gesch | 3-cm M.-Gesch* | 3-cm M.-Gesch/ MK-103 | 5-cm M. Gr./ MK-214A |
| ------------------------- | ------------- | -------------- | --------------------- | -------------------- |
| Зброя                     | MG 151/20     | MK 108         | MK 103                | MK-214A              |
| Калібр                    | 20 мм         | 30 мм          | 30 мм                 | 50 мм                |
| Набій                     | 20×82 мм      | 30×90 мм       | 30×184 мм             | 50×419 мм            |
| Маса набою, г             | 183           | 475            | 980                   | 3800                 |
| Маса снаряда, г           | 92            | 330 +/- 8 г    | 330                   | 1100                 |
| Маса метального заряду, г | 20,0          | 30,0           | 110+4                 | 920                  |
| Маса ВР, г                | 18,7          | 85             | 90-100                | 350                  |
| Наповнення, %             | 20            | 25,8           | 27                    | 32                   |
| Початкова швидкість, м/с  | 805           | 525            | 920                   | 930                  |
| Темп стрільби, постр/хв   | 650           | 650            | 440                   | 150                  |
| Матеріал гільзи           | сталь         | сталь          | латунь, сталь         | латунь               |

Примітки:
* на озброєнні з червня 1944 року

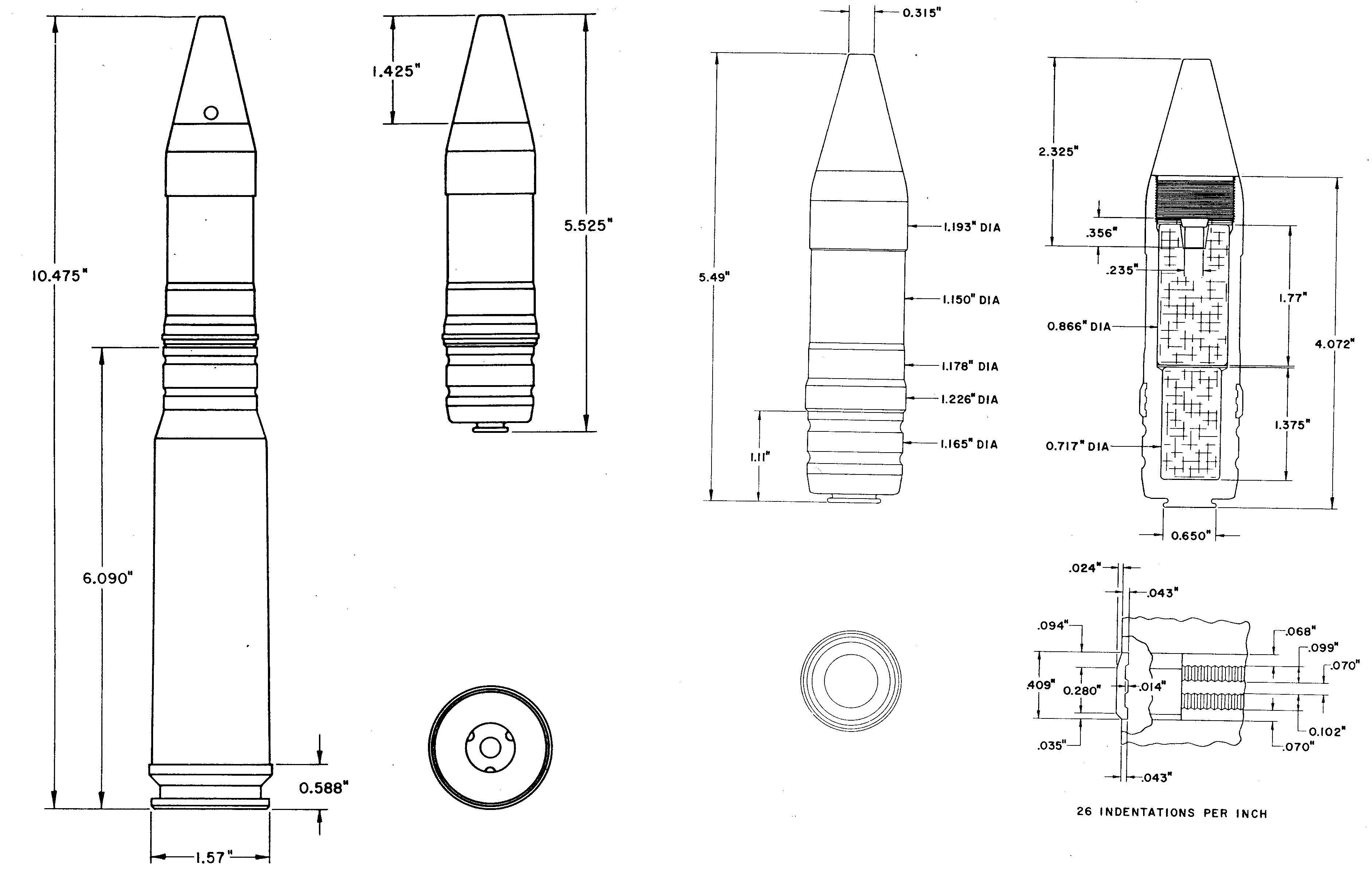
Патрон з ОФЗ снарядом 30-мм гармати 2А42. З довідника Projectile and Warhead Identification Guide—Foreign NGIC-1143-782-98.

Практика війни підтвердила ефективність дії дрібнокаліберного фугасного снаряда по авіаційних конструкцій. Після війни в СРСР і союзних країнах (Велика Британія і Франція) був збільшений ступінь наповнення авіаційних снарядів вибуховою речовиною (в СРСР — удвічі), які у вітчизняній практиці отримали найменування осколково-фугасних запальних (ОФЗ) снарядів. 
Після війни німецький досвід виготовлення тонкостінних фугасних снарядів успадкувала Швейцарія (Oerlikon), яка є постачальником ОФЗ боєприпасів підвищеного наповнення (Mine-HEI по класифікації НАТО). ОФЗ снаряди зенітних артилерійських систем для ураження повітряних цілей типу MSB/K (Minen Spreng Brand) у калібрах 20 і 35 мм характеризується наповненням 18-22%, перевершуючи за цим показником ОФЗ снаряди інших виробників.
Велика Британія, Франція та Швейцарія, поклавши в основу розробок авіагармат післявоєнного покоління (ADEN, DEFA, Oerlikon RK) німецьку 30-мм систему Mauser MG 213, також запозичили й 30-мм фугасний снаряд для неї, з внесенням відповідних змін у розміри набою (гільзи) для підвищення початкової швидкості снаряда.